# Приморский поселковый совет

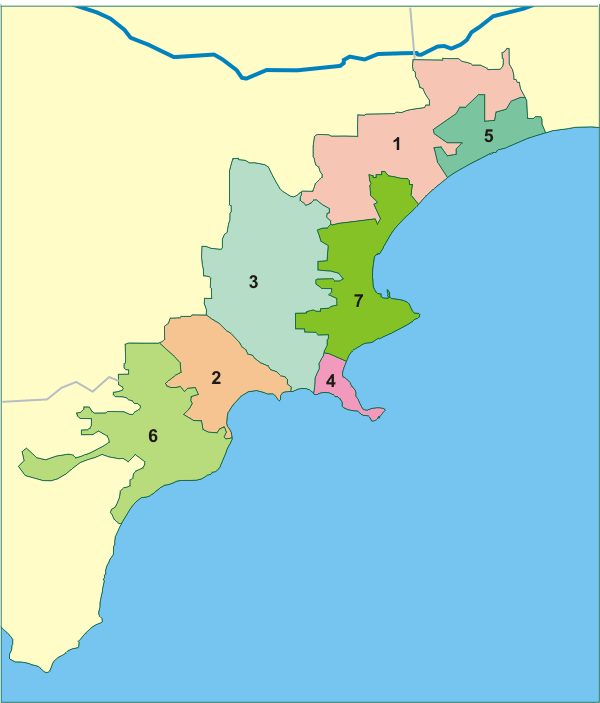
Административное деление Феодосийского горсовета. 1 — Береговой, 2 — Коктебельский, 3 — Насыпновский, 4 — Орджоникидзевский, 5 — Приморский, 6 — Щебетовский

Приморский поселковый совет (укр. Приморська селищна рада, крымскотат. Hafuz qasaba şurası) — административно-территориальная единица Феодосийского горсовета АР Крым, на берегу Феодосийского залива Чёрного моря, на границе с Ленинским районом Крыма. Население по переписи 2001 года — 14374 человека, площадь поссовета 20 км².
К 2014 году состоял из одного посёлка городского типа Приморский.

## История
Приморский поселковый совет был образован в составе Феодосийского горсовета 22 мая 1952 года и всю дальнейшую историю включал единственный населённый пункт. С 12 февраля 1991 года поссовет в восстановленной Крымской АССР, 26 февраля 1992 года переименованной в Автономную Республику Крым. С 21 марта 2014 года в составе Крыма аннексирован Россией, с 5 июня 2014 года Приморский поссовет был упразднён, а его территория входит в городской округ Феодосия.